# Municipio de Xocchel
Xocchel es uno de los 106 municipios que constituyen el estado mexicano de Yucatán. Se encuentra localizado al norte del estado. Cuenta con una extensión territorial de 53,65 km². Según el II Conteo de Población y Vivienda de 2020, el municipio tiene 2.935 habitantes, de los cuales 1.490 son hombres y 1.445 son mujeres.

## Toponimia
Su nombre se interpreta como "contar urracas", por derivarse de las voces mayas xoc, contar y chel, urraca.

## Descripción geográfica

### Ubicación
Xocchel se localiza en el centro del estado entre las coordenadas geográficas 20° 50' y 20° 52' de latitud norte, y 89° 05' y 89° 13' de longitud oeste; a una altitud promedio de 15 metros sobre el nivel del mar.
El municipio colinda al norte con Izamal y Hoctún, al sur con Izamal y Hocabá, al este con Izamal y Kantunil y al oeste con Hocabá.

### Orografía e hidrografía
En general posee una orografía plana, clasificada como llanura de barrera; sus suelos son generalmente rocosos o cementados. El municipio pertenece a la región hidrológica Yucatán Norte. Sus recursos hidrológicos son proporcionados principalmente por corrientes subterráneas; las cuales son muy comunes en el estado.

### Clima
Su clima es cálido semiseco; con lluvias en verano y sin cambio térmico invernal bien definido. La temperatura media anual es de 25°C, la máxima se registra en el mes de mayo y la mínima se registra en enero. El régimen de lluvias se registra entre los meses de mayo y julio, contando con una precipitación media de 65,8 milímetros.

## Cultura

### Fiestas
Fiestas civiles
- Aniversario de la Independencia de México: 16 de septiembre.
- Aniversario de la Revolución mexicana: El 20 de noviembre.

Fiestas religiosas
- Semana Santa: Jueves y Viernes Santo.
- Día de la Santa Cruz: 3 de mayo.
- Fiesta en honor de la Virgen de Guadalupe: 12 de diciembre.
- Día de Muertos: 2 de noviembre.
- Fiesta en honor a San Juan Bautista: del 24 al 29 de junio.

## Gobierno
Se realizan elecciones cada 3 años en las que se elige al ayuntamiento municipal.
Las y los presidentes municipales que han estado a cargo del Honorable Ayuntamiento de Xocchel han sido:
- Eligio Pérez. 1941-1942
- Julio Pérez. 1943-1945
- Gualberto Gil. 1945-1946
- Juan E. Pinzon. 1947-1949
- Octavio Arjona R. 1950-1952
- Emilio Patron Iuit. 1953-1955
- Ocatavio Arjona. 1956-1958
- Edilberto Lugo Patron. 1959-1961
- Lorenzo Castro Sosa. 1962-1964
- José Pilar Couoh Díaz. 1965-1967
- Alfonso Castro Sosa. 1968-1970
- Octavio Arjona Ramírez. 1971-1973
- Ignacio Castro Sosa. 1974-1975
- Federico Tun Iuit. 1976-1978
- Arcadio Cetina Sosa. 1979-1981
- Cristóbal Gamboa Maas. 1982-1984
- Lorenzo Castro Sosa. 1985-1987
- Daniel Nicanor Couoh Couoh. 1988-1991
- Eduardo Ernesto May Moo. 1991-1993
- Rómulo Humberto Gil Cetina. 1994-1995
- Eduardo Ernesto May Moo. 1995-1998
- Juan Eduardo Céspedes Tzab. 1998-2001
- Raúl Humberto Patrón y Arjona. 2001-2004
- Juan Eduardo Céspedes Tzab. 2004-2007
- Manuel Nery Martín Chalé. 2007-2010
- Andrés Orlando Cetina Lugo. 2010-2012
- Leydi Guadalupe Castro gamboa. 2012-2015
- Juan Manuel Castro Lugo. 2015-2018
- Leydi Guadalupe Castro Gamboa. 2018-2021
- Lourdes María Tah Maas. 2021-2024